# Hexisopus psammophilus
Hexisopus psammophilus är en spindeldjursart som beskrevs av Robert A.Wharton 1981. Hexisopus psammophilus ingår i släktet Hexisopus och familjen Hexisopodidae. Inga underarter finns listade i Catalogue of Life.